# Psallus confusus
Psallus confusus är en insektsart som beskrevs av Rieger 1981. Psallus confusus ingår i släktet Psallus, och familjen ängsskinnbaggar. Arten är reproducerande i Sverige.